# 한반도의 공룡
《한반도의 공룡》(韓半島의 恐龍)은 2008년 11월 24일부터 11월 26일까지 방송된 다큐멘터리이다. 백악기의 한반도에서 살았던 공룡에 대해 다루었다. 8개월 정도의 제작 기간과 총 50억원의 제작비가 소요되었으며, 대한민국의 컴퓨터그래픽 기술만을 이용해 만들어졌다. 시청자들 사이에서 매우 좋은 반응을 얻어, EBS가 제작한 다큐멘터리 중 최고의 시청률인 2.9%를 기록했던 다큐멘터리이다. 타르보사우루스 '점박이'가 성장하면서 겪는 일들을 그렸으며, 시간에 따른 줄거리 구성의 이야기 형식이다.
그러나 컴퓨터 그래픽 전문가 사이에서는 땅에 발자국이 남지 않는다는 등의 오류를 지적한 바 있으며, 특히 공룡의 생김새과 특성에 많은 오류가 있다는 지적이 공룡 매니아 측과 전문가 사이에서 제기되고 있다.

## 등장 공룡
- 타르보사우루스
- 테리지노사우루스
- 벨로키랍토르
- 프로토케라톱스
- 해남이크누스
- 미크로랍토르
- 친타오사우루스
- 부경고사우루스

## 오류
- 해남이크누스는 생흔화석의 명칭으로 실제 익룡의 정식 학명은 아니었다.
- 실제 다큐에 나온 모습과는 달리, 타르보사우루스의 머리는 그렇게 두껍지 않았다. 오히려 다큐상의 타르보사우루스는 티라노사우루스에 더 가까운 모습을 보인다.
- 벨로키랍토르의 모습은 오히려 데이노니쿠스의 모습과 유사하다. 이는 영화 쥬라기 공원 3의 벨로시랩터 모델링을 도용했기 때문이다.
- 친타오사우루스를 비롯한 하드로사우루스류 공룡들은 주로 사족보행을 했지만, 다큐 상에서는 오로지 이족보행으로 나오며, 앞발의 형태 역시 보행에 적합한 형태가 아니다.
- 테리지노사우루스의 발톱은 위협용으로 쓰일 수는 있었겠지만, 다큐에서처럼 타르보사우루스의 목숨을 위태롭게 할 정도로 치명적이지는 않았을 것이다.
- 테리지노사우루스의 발톱은 다큐에서와는 달리 거의 직선 모양에 가까웠다.
- 다큐에서와는 달리, 수각류들의 앞발가락은 길이가 다 달랐다. 특히 타르보사우루스의 앞발가락은 첫 번째가 두 번째보다 더 짧았다.
- 익룡의 뒷발가락 형태가 잘못되었다. 극중에서는 마치 사람의 손과 비슷하게 엄지발가락이 가장 짧은 모습으로 나오지만, 실제 익룡의 뒷발가락은 새끼발가락이 가장 짧았다.
- 극중에서는 익룡이 케찰코아틀루스와 비슷한 아즈다르코 종류의 이빨 없는 익룡으로 나오지만, 국내에서 발견된 대형 익룡의 치아 화석으로 미루어보아 이빨 있는 대형 익룡일 가능성도 크다.
- 부경고사우루스의 목이 위쪽으로 수직으로 들어올린 형태로 잘못 복원되었다. 실제 경추의 구조상 그런 자세는 불가능했다.
- 벨로키랍토르와 테리지노사우루스는 극중에서의 모습과는 달리 전신이 털로 덮인 모습일 가능성이 크다.
- 테리지노사우루스의 치아 구조상 극중에서 점박이의 둘째 새끼를 잡아먹었던 것처럼 육식을 하는 행동은 불가능했을 것이다. 간혹가다가 작은 동물이나 곤충을 먹었겠지만, 큰 먹이를 먹기에는 부적합하다.
- 극중에 나온 대부분의 공룡들은 국내 미서식종이며 당시의 기후 등을 고려해 볼 때 국내에 서식했을지는 미지수다.

## 같이 보기
- 경상 누층군 하산동층, 사곡층, 반야월층, 진동층 - 실제 공룡 화석이 산출되는 한반도의 지층
- 공룡의 땅 (MBC)
- 점박이: 한반도의 공룡 3D - 2011년 영화

## 관련 기사
- 윤고은 기자 (2008년 11월 27일). “EBS '한반도의 공룡', 시청자 반응 폭발”. 연합뉴스.
- 하경헌 기자 (2008년 11월 27일). “다큐도 ‘블록버스터’ 시대”. 스포츠 칸.
- 윤고은 기자 (2008년 11월 28일). “잘 만든 다큐 하나 열 드라마 안 부럽다”. 연합뉴스.
- 디지털 뉴스부 (2008년 11월 28일). “"최고의 다큐" 찬사에 이어 29일 또다시 한국산 공룡이 찾아온다”. 한국재경신문.[깨진 링크(과거 내용 찾기)]
- 기선민 기자; 최승식 기자 (2008년 11월 28일). “"절대 안된다"던 공룡 대박 … 두 남자가 웃었다”. 중앙일보.[깨진 링크(과거 내용 찾기)]